# Patinatge artístic als Jocs Olímpics d'hivern de 1964 - Parelles
Als Jocs Olímpics d'Hivern de 1964 celebrats a la ciutat d'Innsbruck (Àustria) es disputà una prova de patinatge artístic sobre gel en categoria mixta per parelles que formà part del programa oficial dels Jocs.
La competició se celebrà el dia 29 de gener de 1964 a l'Olympia Eisstadion.

## Comitès participants
Hi participaren un total de 32 patinadors de 7 comitès nacionals diferents.
| - Alemanya (6) - Àustria (4) - Canadà (6) - Estats Units (6) |  | - Suïssa (4) - Txecoslovàquia (4) - Unió Soviètica (4) |

## Resum de medalles
| Or                                                  | Argent                                      | Bronze                                     |
| Unió Soviètica Liudmila Belousova · Oleg Protopopov | AlemanyaMarika Kilius · Hans-Jürgen Bäumler | Estats Units Vivian Joseph · Ronald Joseph |
| Unió Soviètica Liudmila Belousova · Oleg Protopopov | Canadà Debbi Wilkes · Guy Revell            | Estats Units Vivian Joseph · Ronald Joseph |

## Resultats
| Posició | Patinadors                                 | CON            | Punts | Pl.   |
| ------- | ------------------------------------------ | -------------- | ----- | ----- |
| 1       | Liudmila Belousova / Oleg Protopopov       | Unió Soviètica | 104.4 | 13    |
| 2       | Marika Kilius / Hans Jürgen Bäumler        | Alemanya       | 103.6 | 15    |
| 2       | Debbi Wilkes / Guy Revell                  | Canadà         | 98.5  | 35.5  |
| 3       | Vivian Joseph / Ronald Joseph              | Estats Units   | 89.2  | 35.5  |
| 5       | Tatiana Zhuk / Aleksandr Gavrilov          | Unió Soviètica | 96.6  | 45    |
| 6       | Gerda Johner / Rüdi Johner                 | Suïssa         | 95.4  | 56    |
| 7       | Judianne Fotheringill / Jerry Fotheringill | Estats Units   | 94.7  | 69.5  |
| 8       | Cynthia Kauffman / Ronald Kauffman         | Estats Units   | 92.8  | 74    |
| 9       | Agnesa Wlachovska / Peter Bartosiewicz     | Txecoslovàquia | 91.8  | 84    |
| 10      | Milada Kubikova / Jaroslav Votruba         | Txecoslovàquia | 88.9  | 97    |
| 11      | Brigitte Wokoeck / Heinz-Ulrich Walther    | Alemanya       | 88.8  | 103.5 |
| 12      | Gerlinde Schönbauer / Wilhelm Bietak       | Àustria        | 87.7  | 108   |
| 13      | Margit Senf / Peter Göbel                  | Alemanya       | 87.9  | 113.5 |
| 14      | Faye Strutt / Jim Watters                  | Canadà         | 85.3  | 122.5 |
| 15      | Ingeborg Strell / Ferdinand Dedovich       | Àustria        | 83.6  | 129   |
| 16      | Linda Ward / Neil Carpenter                | Canadà         | 84.2  | 128.5 |
| 17      | Monique Mathys / Yves Ällig                | Suïssa         | 81.5  | 147.5 |